# Herb Nowych Skalmierzyc
Herb Nowych Skalmierzyc – jeden z symboli miasta Nowe Skalmierzyce i gminy Nowe Skalmierzyce w postaci herbu ustanowiony przez Radę Gminy i Miasta uchwałą nr VI/36/90 w 1990 roku.

## Wygląd i symbolika
Herb przedstawia na jasnobrązowym tarczy dwa krzyże kawalerskie koloru białego, dwa klucze koloru żółtego oraz kula koloru niebieskiego – wszystko umieszczone na jasnobrązowym tle. 

## Historia
Historia powstania takiego wzoru herbu przyjęta jest z przekazów ustnych. W okresie międzywojennym matka młodego harcerza wyszyła na rękawie jego munduru wzór herbu, który obowiązuje do dziś. Obecnie mundur ten, przekazany przez Stanisława Bartczaka znajduje się w Izbie Pamięci Narodowej w Szkole Podstawowej im. Powstańców Wielkopolskich w Nowych Skalmierzycach.